# 在独イギリス陸軍
在独イギリス陸軍（ざいどくイギリスりくぐん、British Army Germany）は、ドイツに駐留しているイギリス陸軍である。2020年2月にドイツからイギリス軍（在独イギリス軍）が再編後、撤退したが、そのうち、在独イギリス陸軍は今後もドイツに駐留を継続すると発表した。在独イギリス陸軍はノルトライン＝ヴェストファーレン州に拠点を置いている。

## 構成
「ドイツにおけるイギリス陸軍」とも呼ばれている。